# Керимов, Джангир Аббасович
Джанги́р Абба́сович (Али-Аббасович) Кери́мов (азерб. Cahangir Əli-Abbas oğlu Kərimov; 18 июля 1923, Баку — 22 февраля 2015, Москва) — советский и российский учёный-правовед, доктор юридических наук, профессор, член-корреспондент АН СССР (1966) и РАН (1991), академик Академии наук Азербайджана (1967), лауреат Государственной премии Азербайджанской ССР (1980), главный научный сотрудник Института социально-политических исследований РАН, член Отделения общественных наук РАН.

## Биография
Родился в г. Баку. Участник Великой Отечественной войны. В 1942 году окончил Бакинское военное училище зенитной артиллерии, был направлен на Закавказский фронт. Уволен в запас 29 мая 1946 года. В том же году окончил Всесоюзный заочный юридический институт, в 1950 году защитил кандидатскую диссертацию, в 1961 году — докторскую диссертацию «Теоретические проблемы советского правотворчества в период развёрнутого строительства коммунизма».
В 1965—1969 годах — проректор Ленинградского государственного университета. С 1989 по 1991 год — народный депутат СССР, член Верховного Совета СССР.
Возглавил в 1971 году в Академии общественных наук при ЦК КПСС кафедру государственного строительства и права.
Долгие годы работал в Российской академии государственной службы при Президенте РФ, а впоследствии Российской академии народного хозяйства и государственной службы при Президенте РФ.
Награждён орденами и медалями СССР и зарубежных стран, а также общественными наградами в том числе медалью Ордена «Меценат» I степени «Честь и польза». Лауреат Государственной премии АзССР. Член Сербской академии наук и искусств, Финской академии наук и литературы, Черногорской академии наук и художеств, Российской академии социальных наук, Международной академии информационных процессов и технологий, Академии политических наук РФ, Международной академии информатизации, почётный проректор Гонконгского института международного права и экономики.
Скончался 22 февраля 2015 года в Москве. Похоронен на Троекуровском кладбище.
Сын Александр (род. 1963) — доктор юридических наук, профессор РАНХиГС и МГУ.

## Научная деятельность
Специалист по философским проблемам юридической науки, социального планирования и управления, теории государства и права. Работы посвящены общей теории права (социологии права и философии права), методологии юридической науки, законодательной технике, психологии права, правовой кибернетике, комплексной социальной профилактике правонарушений. Автор свыше 800 научных публикаций, в том числе 40 монографий.

## Основные работы
- Законодательная деятельность советского государства (основные принципы и организационные формы). — М.: Юридическая литература, 1955.
- Свобода, право и законность. — М.: Юридическая литература, 1960.
- Философские проблемы права. — М.: Мысль, 1972.
- Общая теория государства и права: предмет, структура, функции. — М.: Юридическая литература, 1977.
- Конституция СССР и развитие политико-правовой теории. — М.: Мысль, 1979.
- Философские основания политико-правовых исследований. — М.: Мысль, 1986.
- Демократизация советского общества.— М.: Мысль, 1989,— 336 с., 100 тыс. экз., ISBN 5-244-00348-8
- Культура и техника законотворчества. — М.: Юридическая литература, 1991.
- Основы философии права. — М.: Манускрипт, 1992.
- Законодательная техника. — М.: Норма, Инфра-М, 1998 (2-е изд. 2000);
- Проблемы общей теории права и государства (2-е изд. Тюмень, 2005) 
  - М.: СГУ, 2001. Том 1. Социология права.
  - М.: СГУ, 2003. Том 2. Философия права.
  - М.: СГУ, 2003. Том 3. Правовое государство;
- Методология права: предмет, функции, проблемы философии права. — М.: СГУ, 2003;